# (279397) Dombeck
(279397) Dombeck est un astéroïde de la ceinture principale.

## Description
(279397) Dombeck est un astéroïde de la ceinture principale. Il fut découvert le 16 février 2010 à Haleakala par Pan-STARRS 1. Il présente une orbite caractérisée par un demi-grand axe de 3,06 UA, une excentricité de 0,11 et une inclinaison de 12,7° par rapport à l'écliptique.